# ガッチャマン クラウズ
『ガッチャマン クラウズ』（GATCHAMAN Crowds） は、日本のテレビアニメである。タツノコプロを代表する『科学忍者隊ガッチャマン』の派生作品の一つ。設定は一新（リブート）され、1972年に放送が開始された初期のテレビシリーズとは、ストーリー上の繋がりはない。第1期が2013年、第2期『ガッチャマン クラウズ インサイト』が2015年に日本テレビで放送されている。また、第2期放送に先立って第0話『Inbound』がHuluで独占配信された。

## 作品解説
2015年の東京立川市を舞台に、宇宙人から特別な能力を与えられた女子高生が「ガッチャマン」へと変身し、他のメンバーとともに人類を影から守るチームとして活躍する物語。中村監督が体験した東日本大震災の状況から、「SNS」「みんなが当事者」などという要素が取り入れられている。
『ガッチャマン』復活として、『ZIP！おはよう忍者隊ガッチャマン』(2011)、実写映画『ガッチャマン』(2013)とともに企画されたテレビシリーズである。「主人公が必ず変身する」など最低限の決まりはあったが、「基本的に好きなように作っていい」という条件で制作されており、内容的には他の企画とも、初期シリーズともストーリー上の繋がりはない。
第2期の制作は2013年10月に発表があり、2014年10月の発表では2期タイトルが『ガッチャマン クラウズ インサイト』に決まったことと2015年7月からの放送予定が伝えられた。

## ストーリー
第1期
異星人犯罪者を秘密裏に駆除する特殊部隊・ガッチャマン。その存在はフィクションとして、市民からは実在を否定されていた。
2015年初夏。日常に物足りなさを感じていた女子高生、一ノ瀬はじめは、突如目の前に現れたJ・J・ロビンソンより謎の手帳『NOTE』を授かり、フィクションであるはずの戦士・ガッチャマンとなる使命を受ける。予感を頼りに学校を飛び出したはじめは、そこでガッチャマンとして戦う・橘清音と出会い、フィクションが現実であったことを知る。
立川「CAGE」所属のGメンバーとして迎えられたはじめは、持ち前の自由奔放さと無軌道さを武器に、J・J・ロビンソンが行う予言の言いなりになっていたメンバーたちの間に、嵐と新風を呼び込むのであった。その時、SNS「GALAX」と「総裁X」を生み出した青年・爾乃美家累や謎の宇宙人ベルク・カッツェも各自の思惑で行動し、物語は始まる。 
第2期『インサイト』
宇宙人ベルク・カッツェが暗躍したことで日本を揺るがした「立川事件」から1年後。かつて爾乃美家累のみが行使していた特殊能力「クラウズ」は誰でも使える当たり前の便利な能力として周知されていた。しかし一部では「クラウズ」の力そのものを危険視する声も高まっていた。その中でも特に過激な反クラウズ団体「VAPE」は、「クラウズ」を容認し国民へアピールする時の総理大臣・菅山とそれを後押しする「Gメンバー」に対し、「赤いクラウズ」を用いたテロを仕掛けようとしていた。
そのころ、「立川CAGE」に所属するGメンバーたちは新潟・長岡市を訪れていた。この地に正体不明の宇宙船が落ちてきたため、その調査にやってきたのだ。Gメンバーたちは、この事実を彼らに知らせた少女・三栖立つばさと共に宇宙船へと向かう。
宇宙船から降りてきたのは、真っ赤な肌と水色の髪以外は人間の女の子のように見える少年にしか見えない宇宙人・ゲルサドラ。彼は自分を「数々の星を導いてきた“ 平和の使者 ”である」とGメンバーたちに告げる。
この二つの出会いをきっかけに、Gメンバーを取り巻く物語はさらに加速していく。

## 登場人物
※ 年齢は初登場時のもの。1期から登場している人物たちは2期『インサイト』では概ね1歳加算。

### ガッチャマン
一ノ瀬 はじめ（いちのせ はじめ） / G-101
声 - 内田真礼
本作品の主人公。普段は私立立川鳳雛学園に通う16歳の高校2年生。一人称は「ボク」。
語尾に「〜っす」と付けることが多く、マイペースかつ天然で、様々な物を「可愛い」と評するエキセントリックかつ常識はずれな言動を取るが、言動や行動の端々で天才肌な面も見せる。しかし口下手で説明が抽象的になりがちであり、自分の感じたことを周囲に伝えられず懊悩するシーンが多い。また、宇宙人や神などを目前にして平然とする並外れた度胸も持つ。パイマンや清音に「新人」などと呼ばれるたびにいちいち「はじめっす」と訂正している。
文房具好きで、気に入った手帳を大量に買い集めるなどして友人から呆れられている。平時は本屋でアルバイトをしている。ひょんなことからJ・J・ロビンソンに資質を見出され、ガッチャマンに変身出来る「Gメンバー」となる。
破天荒な行動の裏で思慮深い顔を併せ持ち、彼女なりに人々の繋がりや平和を真剣に考え、またそれを実行に移しており、GALAXでは市長や消防局長まで参加するコミュニティを牽引している。しかし友人たちとは異なり、GALAXに対しても「使える場合には使う」という姿勢で、それに依存してはいない。
常識に捕らわれず、物事の本質を見抜く能力があり、Gメンバーとなって早々にこれまで敵だと思い込まれていたMESSを倒さずに和解し、行方不明の人々を全員救った。しかしその一件の際も含めて、規律や常識を重んじるパイマンや清音とは何かと対立することが多い。ベルク・カッツェに接触してからは、それまで隠れて活動していたガッチャマンの存在をテレビやネット上で積極的にアピールするなど、型破りな作戦を提案する。
万物をデザインできる可能性を持つ『デザイナーのNOTE』を持つ。NOTEの色はホワイト。『インサイト』からはカッツェを思わせる赤いラインが交じる。Gスーツはツインテールにスカートなど全体的に少女を思わせる意匠で、脚部のローラーブレードで高速かつトリッキーに動くことができ、文具を模した多数の特殊武器を隠し持つ。Gスーツ着用時の主な武器はハサミ。背部からウエポン・コンテナを兼ねた翼を出し入れすることができ、飛行も可能。カッツェと融合して以降、スーツ下腹部のカラーが変わっている。
第1期最終回ではカッツェと融合した事実のみが明かされたが、ディレクターズカット版では覚悟を決めたはじめが初めてカッツェの姿を自身の目で捉え、自らカッツェを取り込み一体化した経緯が描かれた。
誕生日11月24日。血液型A型。身長155cm。
【インサイト】
引き続きカッツェと融合しており、それ以外はいつも通りだが、誰かれ構わず悪態をつく彼をなだめたり、時にはスーツ内部の空間において直接蹴りを見舞ったりとカッツェに対しては容赦のない対応をとる。
ゲルサドラの出した心の色はゆるじいと共にグレーであり、他の人物のように変化を見せない（カッツェ曰く「はじめタンははじめタンだから」）。
三栖立 つばさ（みすだち つばさ） / G-60
声 - 石原夏織
『インサイト』の主人公。普段は新潟の長岡市立「朱鷺羽高校」に通う高校2年生。考えるより先に身体を動かすタイプで、誰にでもハキハキと受け答えする明るい性格。実はキレやすく、ほんの少しでも曲がったことがあるとすぐに爆発してしまい、また自分の考えと違う意見は「難しいことは判らない」とすぐに議論を放棄してしまう。夢は花火師になることだが曽祖父の悠（ゆるじい）からはなかなか認めてもらえない。
ゲルサドラが地球に現れた時に、取材陣のいる中ガッチャマンに選ばれたため、その誕生の瞬間は「ミリオネ屋」放送中の生中継で視聴者に公開された。ガッチャマンとして活動するために上京、ミリオネ屋にもゲストとして出演している。直情的でありヒーローは目の前で困っている人を助けるものという考えのもと、理詰夢が累を襲った際は彼の制止を無視し助けに入るが、彼の真意を理解することはなかった。ゲルサドラが首相選に立候補すると応援団長としてサポートし、人々がピンチの時はゲルサドラと私がずっと守り続けるとまで公言。当選後も信仰に近いほど崇拝しており、ガッチャマンを辞めてでもゲルサドラに味方しようとする。しかし、くうさまが人間を飲み込んでいる事実にはさすがに驚愕しゲルサドラに止めるよう懇願するも、ゲルサドラ自身はその事実に対して正当化し続けることにショックを受け彼の傍から離れた。はじめの勧めもあって長岡に帰省し、ゆる爺から「今の状況が戦争のときの状況に似ている」といった「空気」について諭され、自分の意思で変身できるようになる。
花火にも似た光を操り固定化させる『閃光のNOTE』を持つ。能力は移動や防御のほか攻撃にも使用できるが、本来は素早い打撃を持ち味とする。NOTEの色は青色。報道陣の無遠慮な質問攻めにパニックを起こしてキレた際にNOTEが反応、初変身に成功した。しかし自由に変身ができず、感情が高ぶった時にだけ変身できる。スーツは猫の耳のような突起のついたヘルメットと、シンプルな細身の赤い装甲が特徴。また、パイマンのGスーツのように高速形態に変形可能であり、時速200km以上のスピードでの高速ホバー移動が可能。
誕生日8月6日。血液型B型。身長164cm。
橘 清音（たちばな すがね） / G-96
声 - 逢坂良太
はじめと同じ立川鳳雛学園に通う3年生19歳男子。そのため、はじめからは「先輩」と呼ばれる。サムライの生き方に強く共感し、古風な立ち振る舞いが強烈な個性を放つ。誠実で実直かつ規律にもうるさい性格。肝試しが苦手など小心者な面もある。常に刀を袋に入れた状態で街を歩いている。視野狭窄に陥りがちな堅物で、はじめからは「刀のよう」と称された。当初は、彼女の自由奔放さや破天荒な行動に対してやりにくさを感じてよく衝突し、GALAXにも難色を示していた。しかし、はじめと行動を共にするうちに彼女の考え方に感化されていき、彼女の斬新な作戦にも協力的になっていく。そして、NeO HUNDReDによる混乱の最中、自ら精神の崖に向かい、J・Jに対し「予言はいらない」と告げ、自分たちの意志で闘うことを決意した。
はじめがGメンバーに加入する前は丈とコンビを組んでいた。また、幼いころに丈に救われた過去から彼のことを強く尊敬している。当初は携帯電話さえ持っていなかったが後にスマートフォンを購入しGALAXを始めたり、はじめの振る舞いにも動じなくなっている。事件の1年後にははじめやパイマンと同居しており、ディレクターズカット版では大学に通うようになっている姿も描かれている。
時空に干渉する『無限間合のNOTE』を持つ。NOTEの色はグレー。Gスーツは鎧武者と幻獣を組み合わせたような姿。壁面や天井を歩行したり身軽に動くなど、忍者のような戦い方が特徴。Gスーツ着用時の主な武器は『音叉刀 疾風』。他にも全身に隠し武器を持つ。左手と腕が刀になっており、必殺技『無限刀 嵐』の発動の際は隻腕となる。相手との間合い、間の物体の干渉を無視して高速移動し、敵を確実に攻撃する剣技を使う。
誕生日8月2日。血液型O型。身長175cm。
【インサイト】
DC版で描かれた通り、大学生とガッチャマンの2つの顔を使い分けながら日々を送る。苦手だった女性に囲まれて生活することにまんざらもでない反応を見せるようになっているが、新メンバーが女子だった際はさすがに難色を示した。
枇々木 丈（ひびき じょう） / G-89
声 - 浪川大輔
29歳。東京大学出身のノンキャリア社会人。優秀な公務員の顔とプライベートを上手に使い分けることの出来るオトナの男性。普段は市役所に勤めており、真面目で好印象の男性として振舞っている。プライベートではだらしなく、J・Jの前ですら気怠そうに振る舞う。しかしGメンバーとしての自覚、正義感は強く、「夢は世界平和」と語り、自身が取り逃がしたベルク・カッツェに対しては執着を見せている。一方で、J・Jなどの宇宙人と出会い、自分は大した人間ではない感じ、夢に対する情熱を失っていた。カッツェとの戦いではそこにつけ込まれ、NOTEを引き抜かれ重傷を負う。うつつにより一命を取り留めたものの、その後は完全に戦意を喪失し、作戦にも全く参加する意志を見せなかった。しかしNeO HUNDReDによる立川襲撃の際、かつて自分が助けた清音の感謝の言葉や親友である阿蘭の激励を受け、復活を遂げた。清音の教育係を務めていたのは彼である。
炎を自在に操る『爆炎のNOTE』を持つ。NOTEの色はレッド。Gスーツは黒を基調としており、頭部からは自身の能力の象徴である炎を常に噴き上げている。両腕部からエネルギー弾を機銃のように発射し、背中から翼を発現させ飛行することができる。また左腕は胸部から鎖で繋がっており、左右共に『バーニング・ハンマー』『バーニング・ホールド』の技で射出できる。
誕生日3月29日。血液型B型。身長187cm。
【インサイト】
ガッチャマンとして活躍しながら、立川市の市長・清水の秘書職に就いている。立川事件で犠牲者が出たこともありクラウズ運用には否定的で、一連のVAPE事件においては理詰夢を擁護するような意見さえしており、ゲルサドラが選挙公約にクラウズ廃止を掲げるとゲルサドラのサポートに回り、雰囲気だけで支持率を集めることは間違っていると思いつつもそれが正義と思い込む。
本編の後日談にあたるインサイトBD/DVD3巻封入特典ドラマCDでは方向音痴であることが明かされる。
O・D（オー・ディー） / G-12
声 - 細見大輔
年齢不詳の青年。場を盛り上げる役どころを自認する生まれついてのムードメーカーで、バラバラなGメンバーのまとめ役を買っている。誰に対してもフランクなオカマ口調で話す。Gメンバーだがガッチャマンに変身しない変わり者（本人は「変身できない悲しいガッチャマン」だと軽口を叩く）。「アルタイル」という黒猫を飼っている。普段はうつつの世話を務めている。古参だけあって、パイマン共々ガッチャマンや他の惑星での出来事にも詳しい。宇宙人とのハーフであり、故郷の星（父親の星）はカッツェにより滅ぼされている。
過去にカッツェを殺さなかったことを後悔しており、いざという時は自分が翼を広げることを覚悟していた。はじめのことはGメンバーを照らす太陽のような存在だと考えている。混乱する立川市に避難した首相を保護し、後にはじめの提案した作戦でカッツェを殺すことなく累のNOTEを取り返し、彼に届けた。だがその戦闘の際にNOTEを破壊され重傷を負ってしまう。第1期最終回ではその後の生死は不明だったが、ディレクターズカット版では重傷を負いながらも生還していたことが明示された。
すべての物体を砂状に分解する『崩壊のNOTE』の能力を持つが、その能力を使えば全てが滅びるといわれ、目標以外にも被害を与えてしまうために普段は変身しない。NOTEの色はグリーン。Gスーツは漆黒のローブに鳥の羽を身に付けた天使のような姿で、全てを崩壊させる金色の粒子を出し、天使の羽のような形にする。
誕生日6月8日。血液型不明。身長190cm。
【インサイト】
最近は『ミリオネ屋』という情報テレビ番組のレギュラーゲストに出るようになり、抜群のキャラ立ちから、一般にも広く知られるようになった。CM契約を何本も持つなどタレントとしても好調だが、クラウズ事件の後始末を行うなど、ガッチャマンとしての使命も忘れてはいない。しかし段々ミリオに疎まれていき出演が減り、芸風が似ているD・Dに挿げ替えられた。
うつつ / G-99
声 - 小岩井ことり
はじめと同じ立川鳳雛学園1年生。推定15歳。公衆の場に出る時以外は黒の水着のみを着ている。自分の能力や自分自身に対する肯定感が低く、O・D以外の他人と接することに恐れを抱いており、普段は「うつうつします」程度の発言しかしない。O・Dを取られるという危惧から、はじめのことも拒絶していた。しかし、次第に打ち解けていき、トンネル崩落事故解決以降ははじめから贈られた青いリボンをつけるようになる。同時に、恐れていた外部との接触にも積極的になり、進んで自らの命を使って他人を助けたいと思うようになる。
右手で生命力を吸い取り、左手で分身を生み出したり生命力を分け与える『誕生と死のNOTE』の能力を持つ。しかし右手に触れるものを傷つけてしまうため、その能力に嫌悪感を持っている。国際花みどり公園にはうつつの分身が複数存在し散歩道の清掃や花壇への水遣りを行っている。NOTEの色はイエロー。Gスーツは頭部から巨大な腕の生えた左右非対称なデザインで、左半身が｢命の左｣、右半身が｢死の右｣を表す。変身後も分身を出すことはできるが、分身には頭部の腕が付いていない。
誕生日不明。血液型不明。身長143cm。
【インサイト】
「宮うつつ」（みや うつつ）というフルネームで表記されるようになる。よく感情を表すようになり、ガッチャマンの任務にも積極的に出動するようになっている。
パイマン / G-3
声 - 平野綾
見た目はパンダをデフォルメしたようなキャラクターだが、実は数百年Gメンバーを務め、本人曰く「7つの星を守ってきた」Gメンバー中でも最古参の宇宙人。ゆえに本人は立川Gメンバーのリーダーと主張してやまず、態度も大きくプライドが高いため、はじめの存在に手を焼いている。一方で決断する際には神のような存在であるJ・Jに頼りがちになるなど気が弱い面もあり、大きなショックを受けると口から泡を出して倒れる。パンダそっくりの外見ながらパンダと言われると怒るが、実はパンダのヌイグルミを収集している。噛み癖があり、破天荒な行動を取るはじめにはよく噛み付く。
普段は清音やはじめと同じ部屋の自室でビールを飲みながら菓子を食べている。宇宙規模で見てくだらない争いを繰り返す地球人に対しては「レベルが低い」と考えている。
かつてベルク・カッツェによって親友を殺されており、カッツェを憎むと共にその実力を恐れてもいる。そのため、丈と清音の危機に変身し駆け付けようとした際、恐怖を思い出し逃走してしまった。その後はそれを負い目に感じ、リーダーとして地球を守る自信を失っていたが、はじめの言葉によって自分がどうしたいかを考えるようになる。立川市が混乱に陥った際は、かつて訪れた幼稚園がCROWDSに襲われているのを目の当たりにし、園児らを守るために立ち上がった。
自身の質量や物質を変換する『変換自在のNOTE』を持つ。NOTEの色はピンク。Gスーツの姿はイエローの獣に似たボディ、黒い翼と尾を備え両腕がホイールになった巨大な亜人型。車輌に変形する能力を有し、自分の中に同乗者を招き入れて高速移動することが可能。また口から取り込んだ物質を変換でき、CROWDSへの攻撃手段としても使われた。
誕生日不明。血液型不明。身長33cm。
【インサイト】
立川市民に存在が認知されるようになったことを機に託児所「パイパイ」を開き、子どもたちの保育に勤しむ。児童たちには「パイパイ」と愛称される人気者になっている。ゲルサドラの首相立候補を知ると自分も立候補に名乗り出るも、支持は伸びずぬいぐるみを配布するという行為で公職選挙法に触れ逮捕される（選挙資格は取消されたがすぐに釈放された）。ゲルサドラ当選後はガッチャマンメンバーがゲルサドラに難色を示す中、楽観的に賛成している。しかし、くうさまが人間を飲み込んでいる事実を知り一転してすぐさまゲルサドラを拘束しようとするが彼の信仰者に阻止された。
爾乃美家 累（にのみや るい） / G-100
声 - 村瀬歩
SNS「GALAX」と「総裁X」を独学で開発した18歳の青年。極めて頭脳明晰で、トリリンガル。高層マンションの最上階で一人暮らしをしている。
報酬や評価を抜きに他者を助けることに喜びを見出だせない者たちを敵と見なしており、GALAXと総裁Xを使い世界のアップデートを図るため暗躍する。
ベルク・カッツェによってGメンバーとは異なる「NOTE」を引き出されCROWDSを生み出す能力を得たが、世界に混乱を招く存在となっているカッツェを憎んでもいる。自分に従うHUNDREDたちと共にカッツェに挑むが圧倒され敗北、その後NOTEとCROWDS、総裁Xまでもカッツェに奪われたことでたった一人『騒動の主犯』として孤立させられてしまう。はじめたちに救われて以降、自身の革命のために提供したツールが悪用されていることを知りショックを受けるが、はじめの言葉で救われ、カッツェから地球を守るべくガッチャマンに協力する。O・DがNOTEを取り返した後はNOTEにガッチャマンのマークが宿り、その能力を用いて世界中に対しゲームの開始を宣言、全GALAXユーザーにCROWDSを配布し、ゲーム感覚で人を助ける方向に人々を導き、混乱を収束させた。ディレクターズカット版では約1年後、学校に復学したらしく女友達もできている。
前述通りにCROWDSを操る『クラウズのNOTE』をカッツェに見出されていたが、正式なGメンバーとなった際に『コーデックのNOTE』へと変化した。NOTEの色は薄い紫。スーツ装着時は男性的な体つきとなり、背部の端末を使いXと接続できる。ネットワークで接続されている端末を通して自身を転送し、また自身の持つ端末を通せば他者を日本中の端末へ転送できる能力を持つ。
誕生日4月25日。血液型O型。身長168cm。
【インサイト】
正式にガッチャマン「G-100」となる。CROWDSによる人類のアップデートという理想論を思い描き続けている。思想の対立する理詰夢をも信じる姿勢を見せて彼にNOTEを渡すが、NOTEを傷つけられ重傷を負う。それを見かねたつばさに助けられるが、「どうして僕の邪魔をした」と彼女の行動を否定した。回復後、クラウズ廃止を掲げるゲルサドラ内閣に対して、クラウズ存続を主張するメッセージを送るも廃止法案は可決されてしまう。くうさまが現れるとき不意打ちで触り、その影響で自我を失うか、Xの助言で回復する。
プライベートでは「GALAX-Z」というスポーツカーを乗用している（モデルはトミーカイラ・ZZで、AnimeJapan 2015で実車が展示された。このスポーツカーはトミカ№148（№106のZZを派生）として、「ガッチャマン クラウズ インサイト」名義で2015年7月から1年2ヶ月間商品化・発売されていた）。
LOAD GALAX
累が女装した姿で「GALAX」内でカリスマ的存在にもなっている。累は自室にいるとき以外は女装して出歩いている。ほとんどの者は正体を見破れないが、はじめは一目で男だと見破ってみせた。『インサイト』でも外出し人前に出るときは基本的に女装している。
J・J・ロビンソン（ジェー・ジェー・ロビンソン）
声 - 森功至
「評議会」と呼ばれる高事象的存在の一人として、遥かな太古から「地球の監視者」を任じてきた者。Gメンバーからは単に「JJ（ジェイジェイ）」と呼ばれることが多い。
現在はGメンバーに「予言」という形で様々な示唆を与える指導者的立ち位置。いわゆる「神」とも呼ばれる存在であるが、本人は人間の壮年の男性の姿を取る。Gメンバーとは「精神の崖」と呼ばれる場所で会合する。パイマンにも恐れられる絶大な力を持つらしいが、本人が動くことは無く、また目の前に明らかな危機があっても予言を出さないなど、地球の事情にあまり深く関わろうとはしない。
【インサイト】
「北の地で何かが起こる」と予言（その後、つばさとの出会いとゲルサドラ出現のことと判明）し、ゲルサドラ出現に湧く報道陣たちの前に突如として現れ、怪我をした子どもを庇い怒ったつばさを選びNOTEを抜き出し、彼女をガッチャマンにした。

### GALAX関連
爾乃美家 累（にのみや るい） / G-100
総裁X（そうさいエックス）
声 - 丹下桜
SNS内に存在する人工知能。使用者の質問に対し、適当と思われる答えを返す高い知性を備えている。
累の自宅には本体と思われる物があり、その成長のためにGALAXでも使用されている。累に化けたカッツェに対してはその言動に疑問を持ちながらも判別することができず、管理者権限を掌握されてしまうが、後に累の手で取り戻された。
【インサイト】
さらなるアップデートが進んでおり、最近では政府のシステムにも利用されている。
梅田 光一 / No.26 / FUTURE GALAX（フューチャー・ギャラックス）
声 - 遊佐浩二
HUNDREDの一員。過激な思想を持ち、非常事態以外の案件でもしばしばCROWDSの利用を申請しているようで、ついにはLOADの存在をコミュニティで仄めかしCROWDSをあまり使おうとしない累を罵り、仲間と共にHUNDREDを退会させられた。幼い娘・梅田愛（声 - 福沙奈恵）がおり、家族を養わなければならない身でありながら職も使命も失った現状に苛立ちをぶつけていた。
累に化けたカッツェの甘言に乗せられCROWDSを再び与えられ、NeO HUNDReDのリーダー「FUTURE GALAX」を名乗り首相や政府施設を襲撃するなどのテロ行為を始める。しかし、NeO HUNDReDは梅田の手を離れ暴走をはじめ、家族のいる立川市が暴動になったことでカッツェに止めるよう懇願するも、個人情報をGALAX上に公開されてしまう。ディレクターズカット版ではその後服役し留置所から出所し家族と再会している姿が描かれた。
【インサイト】
インサイトではまじめに働いており、くうさまが出現したときにも依存することはなかった。
真田 / No.58
声 - 上村祐翔
現実ではレスキュー部隊に所属するHUNDREDの一員。ロープウェイの事故に際しCROWDSの使用を申請し、自身もワイヤーで乗り込んで救出劇を成功させた。
ベルク・カッツェ
声 - 宮野真守
「宇宙人」を自称する、年齢・性別など大半が謎の存在。キスすることで人間に擬態する。混乱を起こすことを好み、擬態能力と腕から出す鞭のような物で周囲を攻撃する。奇矯なポーズや言動を好み、度々ネットスラングを口にする。空中に浮遊したり、「アムネジア・エフェクト」と同様に自身の姿を累やガッチャマン以外に見えなくすることができる。
かつて数々の星を滅ぼしており、自分の手は汚さずその星の生物が自ら滅ぼし合うように仕向けるのが大好きで、何らかの思惑で累にNOTEの力を与えている。地球人を「原始人」「愚かな人間」と呼び見下しており、人間が持つ心に関してもあざ笑うような言動を見せる。初めて出会った丈には「地球が真っ赤に燃え上がる」「全部お前たちのせい」と言葉を投げかけ、自身の行いを予告している。累の襲撃を圧倒した後、累の姿や総裁X、彼のNOTEを奪うことで累に成りすまし、梅田を煽ってNeO HUNDReDを結成させ、さらに累が渡すことを避けた者たちにCROWDSを配布し日本を混乱に陥れてゆく。
戦闘においてもパイマンが「束になっても敵わない」と恐れるほどの実力者。生命体を挑発し、混乱や争いを起こさせることに特化した『幸災楽禍のNOTE』の持ち主で、変身すると身にまとった金色の鎖で姿を見せずに攻撃できるようになる。また、J・Jと同じく他者の心をNOTEとして抜き取ることができる。Gスーツは無機質なクリスタルのボディを紫のマントが包み込んだ姿。その能力から立川CAGEのガッチャマンたちからは「悪いガッチャマンさん（はじめ）」「イカれたガッチャマン（丈）」と呼ばれている。また本人もJ・Jに対する嫌悪や「ガッチャマンを辞めた」と語っており、またスーツにもガッチャマンのマークがあることから何らかの関係がある。
騒動が終わった後、誰も自分に構わなくなったことで姿を消していた。これを清音たちは「カッツェは子供だから」と結論付けている。第1期最終回ではじめと融合した事実のみが描かれたが、ディレクターズカット版において地球人の心に隠れていたカッツェがはじめのデザイナーのNOTEによって髪を切られることにより初めて「見つけられ」、キスをしたはじめがカッツェのNOTEを取り込み融合を果たした。融合後もカッツェの意志は残り、はじめに悪意を漏らし続けている。
誕生日不明。血液型不明。身長215cm。
【インサイト】
引き続き、はじめと融合している。髪型は切られたままの短髪になっている。変身中に表に出てくることもできるが、はじめに心の中でぶっ飛ばされることであっけなく主導権を奪われる。時期は不明だが、過去に理詰夢からもNOTEを引き抜いていたことを白状する。

### その他
山村 日向
声 - 朝日奈央
はじめのクラスメイト。
有賀 楓
声 - 有賀苹果
はじめのクラスメイト。
桑原 隆男
声 - 斎藤志郎
立川消防署署長。はじめからは「バラっち」と呼ばれている。GALAXではじめとの知り合いになった手帳コラージュ仲間。
清水 伸男
声 - 飛田展男
立川市市長。はじめからは「ノブさん」と呼ばれている。また、パイマンのことを「パイさん」と呼んでいる。GALAXではじめとの知り合いになった手帳コラージュ仲間。
インサイトでは、初のスマートフォン選挙で再選する。
今岡 雅子
声 - 浅野まゆみ
陸自立川駐屯地司令。既婚。GALAXではじめとの知り合いになった手帳コラージュ仲間。
鈴木 麗華
声 - 桑島法子
立川警察署署長。未婚。GALAXではじめとの知り合いになった手帳コラージュ仲間。
澤村 葵
声 - 久保ユリカ
丈の同僚。
宮本 真緒
声 - 三宅麻理恵
丈の同僚。
国分 阿蘭
声 - 乃村健次
丈が通うダーツカフェバーのマスター。丈とは幼稚園からの幼馴染であり親友。現在の店を開くため東大を中退している。
【インサイト】
日本中にくうさまが現れる中、依存していなかったためくうさまに飲み込まれてしまった。
本編の後日談にあたるインサイトBD/DVD3巻封入特典ドラマCDでは丈との過去エピソードを多く語っており、幼稚園時代のほか大学時代は車で日本中を旅したり、インド旅行中に丈の方向音痴を起因とする逸話が存在することを仄めかし丈に牽制されている。
2016年4月3日に開催された公式イベントにおいて公開されたオリジナルストーリーの生アフレコ台本によれば、阿蘭の店にはインサイト以降パイマン他メンバーも頻繁に顔を出しているような記述がされていた。
菅山 誠太郎
声 - 家中宏
この作品における2015年の日本国総理大臣（首相）。梅田のCROWDSに襲撃されるも生き延び、さらにNeO HUNDReDの標的にされるもパイマンに保護される。かつては革命に燃えていたものの総理になってから現実を知り、現在は保守的で自分ひとりでは何も出来ないと諦める性格になった。国民から不満を持たれていることに対し、彼もまたリーダーに全ての責任を押し付けようとする国民に不満を持っていた。それをはじめの策略で公開することになり、逆上し全ての不満をぶちまけた後は自ら街頭に立ちガッチャマンへの協力を呼びかける。
騒動の収束後は「スガやん」と親しまれる総理になっており、真に国民を主役とした政治を行う総理となった。
【インサイト】
引き続き総理として在任中。CROWDSを誰でも使える便利な能力として容認、国民への周知を随時行っている。VAPEの事件を受け、国民の信を問うとして辞任し、初のスマホ選挙による首相公選に挑む。当初は他に対立候補がいないため支持を得ていたが、テレビでの失言を期にバッシングが激化し支持率が落ち落選する。

#### インサイトから登場
ゲルサドラ
声 - 花澤香菜〈少年態〉 / 杉田智和〈青年態〉
宇宙船の故障により地球の新潟県に不時着した宇宙人。当初、ガス状の肉体を持つ怪人のような姿で登場して地域住民を恐れさせたが、その後、赤い肌と水色の髪を持つ以外は普通の可愛い少年（身長129cm）に変身した。人間の心を口があるフキダシ状の形にすることができ（通称フキダシ様）、色や形でその人の感情が表現される。さらにそれを体内に取り込むことにより（あくまで大多数の感情を）大体理解することができる。「みんな一つになればいいのに」という極端な考えを持っており、そのためには政治家のトップになればいいと考え、青年の姿に変身して日本の首相公選に立候補し、みんなの心を覗きクラウズ廃止をテレビ番組内で公約に掲げ当選する。当選後の『ゲルサドラ内閣』については下記参照。フキダシ様を取り込み続けた末に段々と妊娠したような体型になっていくが、信者たちには全く変化に気づかない。
パイマンによれば害のない宇宙人で、サドラが住み着いた星はいじめや犯罪、戦争、貧困などの問題が解消され平和が訪れた報告もあり、地球にとって救世主になる可能性が高いとみている。一方、ガッツェからは自分でさえ逃げ出したくらいの糞みたいな奴と言われる。
前述通り、本来の姿は男性的なシルエットを持つガス状の宇宙人である。殺傷力の有無は不明だが、手から竜巻を起こす『イノセント・ストーム』という技を持つ。スーツを着用したつばさをビルの頂上まで飛ばすほどの出力を持っており、赤いクラウズとも応戦した。
鈴木 理詰夢（すずき りずむ）
声 - 梅原裕一郎
クラウズとそれを生み出した累を危険な存在だと考えておりVAPEを立ち上げた、自称「過激な平和主義者」。東京大学医学部在籍。21歳。静岡県浜松市出身。誕生日4月25日。血液型A型。身長178cm。
かつて累と同様にカッツェによってNOTEを抜かれ、赤いクラウズのNOTEを得た。累の人類へのクラウズ開放とその理想論を綺麗事だと見下しており、累から渡されたNOTEを切り裂く行為に及ぶ。つばさとゲルサドラが助けに来たことで「自分の目的は果たされた」とあっけなく捕まる。大衆は一握りの者に流される「2:6:2の法則」の考えを持ち、拘留中でもその姿勢は崩さず、立候補し当選したゲルサドラを「この国で最もたちの悪いボスザル」に例えた。
鳥山 ミリオ（とりやま ミリオ）
声 - 諏訪部順一
O・Dが出演し、昼に放送している情報番組『ミリオネ屋』の司会者。見た目は道化にしか見えない浮付いた派手な服を着る。しかし軽妙洒脱で時にズバッと切り込む本音を巧みに織り交ぜたトーク術は本物であり、『ミリオネ屋』の人気を支えている文字通りの「看板司会者」。常に平和を愛するかのような言動を取り続け、累が負傷した際は怒る素振りも見せたが、本心では視聴率にしか興味が無く、マンネリ化してきたO・Dを切り捨てつばさやゲルサドラでさえも利用しようと目論む。首相公選では、選挙中でもゲルサドラをゲストに呼んだり菅山をバッシングするなどと偏向報道を促した。
三栖立 耕造（みすだち こうぞう）
声 - 山田五郎
つばさの父。温厚で絵に描いたような優しい人。つばさの夢を応援している。
三栖立 悠（みすだち ゆう）
声 - 斎藤志郎
つばさの曽祖父。既に齢99歳でありながら未だに現場に出続ける「伝説の花火師」。愛称は「ゆるじい」。
つばさにとっては大好きな家族の一人であり、彼女が花火師に成りたいという夢を抱くキッカケになった人。しかし、つばさが花火師の修行をすることは認めていない。
三栖立 のぞみ（みすだち のぞみ）
声 - 川崎恵理子
つばさの母。
丸山 こだま（まるやま こだま）
声 - 広橋涼
つばさの女友達。
D・D（ディー・ディー）
声 - 遠藤広之
O・Dに代わって『ミリオネ屋』のコメンテーターとなった、オネエ界のスーパールーキー。O・Dのような否定意見は言わないものの、口調はO・Dを真似ている。

## 設定
ガッチャマン
この作品における「ガッチャマン」とは、特殊な物体「NOTE」をパワーソースにした特殊強化スーツ「Gスーツ」を装着する戦士の名称である。戦士は地球人にとどまらず、宇宙人のメンバーもいる。地球に進入する異星犯罪者や未確認物体の駆除が任務。「科学忍者隊ガッチャマン」のガッチャマンは作中世界ではフィクションの存在であり、「NOTE」を持つガッチャマンの存在は「ガッチャマンは実在する」という都市伝説となっている。しかしトンネル落盤事故ではじめが正体を晒したことにより実在が公にされ、はじめの一存でガッチャマンの存在を一般に公表した。
メンバーは「Gメンバー」と呼ばれ、ガッチャマンは俗称のような物であるが、隊員たちもそれを自称する。1期当初は招集に応じる地球のガッチャマンは6人しかおらず、彼ら以外のメンバーがどうなったのかは不明。合言葉は「ガッチャ（gotcha）」で「了解」を表している。
NOTE（ノート）
J・J・ロビンソンによって見出されたガッチャマンが手にする手帳。超常能力の源であり、J・Jから所有者の心そのものである「精神の結晶」を抜かれることにより手帳の形になって現れる。普段は通信手段として使え、ガッチャマンがNOTEに書いた情報が共有される。魂の実体化であるため壊されると死ぬ可能性がある最大の弱点でもある。
戦闘時は「バード・ゴー」のキーワードでGスーツを装着する。また、ガッチャマンを同じガッチャマン以外に見えなくする「アムネジア・エフェクト」という機能もある。
ベルク・カッツェや累も同様の魂を実体化させたNOTEを所持し、特殊能力を持っているが、ガッチャマンと同一のものかは明らかではない。
アムネジア・エフェクト
ガッチャマンが戦闘の際に展開する特殊空間。「アムネジア・エフェクト」のキーワードと共にNOTEのスイッチを押すことで、周囲に現世と隔離された空間を展開し、NOTEの持ち主以外は空間内部を知覚することが不可能となる。ただし現実の物体に触れた際は干渉してしまうため、ガッチャマンは市民を避けながら戦う必要がある。解除時は「アムネジア・リマインド」のコマンドを使う。
Gスーツ
ガッチャマンが敵との戦闘時に着用する特殊強化スーツ。「科学忍者隊ガッチャマン」のガッチャマンたちが身につけるスーツと違い、顔面が完全に覆われた戦闘ロボットのようなデザインになっている。超人的な動きができる他、「NOTE」が持つ特殊能力を操ることも出来る。
精神の崖
J・J・ロビンソンからの指令は通常はNOTE経由で下るが、J・Jより召集がかかった場合は基地とは別に「精神の崖」と呼ばれる円形の講堂のような場所に集められる。J・JはGメンバーと分かつ中央に鎮座し、各メンバーの席には固有ナンバーとNOTEを収納するスペースがある。新入りである一ノ瀬はじめが「101」であるように、現役メンバー全員が集結してもかなりの空席がみられる。J・Jの場所は中央の切り離された場所にいるが、はじめはいとも簡単に空中のその場まで渡ってみせた。
私立立川鳳雛学園
はじめたちが通っている高校。共学。男子はスラックスにサスペンダー、女子はサロペット型の制服（吊りスカート）に1年は水色、2年は黄色、3年は赤色のリボンを着用する。
国際花みどり公園
地下にガッチャマンたちの基地がある場所。エレベーターにNOTEをかざすことで基地に行くことができる。
ビッグスモールズ
ガッチャマンたちをサポートする、頭部が黄色い宝石のような形状の労働用クローン。MESSに捕われた人間のサルベージを担当する。
GALAX（ギャラックス）
累が開設した大手SNS。キャッチコピーは「世界をアップデートするのはヒーローじゃない。僕らだ。」。アクティブユーザーは「ギャラクター」と呼ばれる。スマートフォンを使いアバターをゲームのように操作してネット世界である街を散策する方式である他、AIの「総裁X」に質問することでニュースや情報などを閲覧することが出来る。またユーザーのパーソナルデータを共有しており、有事の際は周囲の的確な技能を持ったユーザーを検索し、マッチングすることで事態の解決を図ることも可能でミッションをコンプリート（事件を解決）することでポイントが入る。
その世間的な信頼度は公的な機関さえ上回っており、理解の無い高齢者など一部の人々を除く多くの世代で「GALAXだけでいい」という依存が社会現象にもなっている。
MESS（メス）
最近ガッチャマンの敵となっている謎の怪物。「混乱・めちゃくちゃ」という意味。普段は人間や物体に擬態しているが、本来はキューブの集合体と生物の影が混ざったような姿で、触手によって触れるものを取り込み人知れず人々を次々と失踪させている。
意識集合体であり、はじめがデザイナーのNOTEの力で再構成し「メッシーちゃん」と呼ぶ個体とコミュニケーションをとることが可能となったことで、人間を認識し襲うことをやめた。形を変えることで意思を示し、消えることもできる。ディレクターズカット版でははじめとジャンケンをするなどそれなりのコミュニケーションを取ることが可能になっていた。
HUNDRED（ハンドレッド）
GALAXが選出しCROWDS召還アプリを渡された100名の有能な人材。各ナンバーで呼ばれ、LOAD（累）やCROWDSの存在も知っており、災害などの緊急時にCROWDSを召還する能力を渡されている。しかしカッツェを排除しようとした際返り討ちに合い（除名したメンバー以外）全滅した。
CROWDS（クラウズ）
爾乃美家累の特殊能力。人間の意識が実体化したもので、人間の倍の大きさで頭部がメッセージが表示されるモニターのようになっており、累のほかCROWDSを呼び出すアプリを与えられたものもGALAXを介し召還ができる。呼び出された後は「アムネジア・エフェクト」の空間内で活動するため普通の人間には見えないが物体に干渉することは可能。能力は非常に高く、数メートル跳躍したりロープウェイの支柱を支えるほどの力を持つ。しかし、CROWDSが破壊されるとその者が昏睡状態になるリスクを負う。また一定の衝撃を与えるとキューブ状にフリーズする。
累はあまり使用したくないようでGALAXがミッション遂行が困難と判断した際のみ使用している。
カッツェによって累のNOTEが奪われ、世界を混乱させるため、梅田光一を始め、内発性の低さからCROWDSを渡すのを止めた29,533名に渡されてしまう。だが、後に累自身の手で全世界のギャラクターに配布され彼の仕掛けたゲームに使用された。ディレクターズカット版ではキューブ化したCROWDSをはじめのデザイナーのNOTEの力によりNOTE化させ再び本人に戻された。
NeO HUNDReD（ネオ・ハンドレッド）
梅田光一がテロ活動を始めた際に名乗った組織名。また自身をNeO HUNDReDのリーダー「FUTURE GALAX」だと名乗る。しかしメンバーは梅田の言うことを聞かず好き勝手し始め、首相を捕獲した者にバージョンアップしたCROWDSを与えるというカッツェに扇動され立川市を襲い始める。混乱を拡大させ続けていたが、累のゲームに参加した者たちによって制圧される。
後に一連の事件は「立川事件」と呼ばれるようになった。
VAPE（ヴェイプ）
反クラウズ思想を持ち、クラウズ排斥のためなら殺人も厭わない過激なテログループだが、その実体は謎に包まれている。
爾乃美家累が一般に開放したクラウズとは別の「赤いクラウズ」を用い、反クラウズのためのテロリズムを実行する。賛同者は歯形がプリントされた黒いマスクを使用している。
劇中で丈が語ったグループ名称の由来は「VIOLENCE APE（暴力的な猿）」の略だが、この略称がVAPEメンバー自体が名付けた正式なものなのかどうかは不明。
スマホ選挙
GALAXのVOTE機能を使用したスマートフォンによる国民直接投票システム。最初に立川市長選で行われ、次に菅山首相辞任による首相公選で行われた。しかし、立候補は年齢・国籍は不問としたため、たとえ宇宙人だろうが誰でも立候補ができるようになってしまった。
その後、ゲルサドラ内閣によって、国民による法案決定システムに組み込まれる。
ゲルサドラ内閣
ゲルサドラがスマホ選挙で当選し首相になったことで発足した、ゲルサドラただ一人による内閣。政治家および官僚を全員辞めさせ再就職させ、国会議事堂も破棄し、立川市花みどり公園での青空国会を生中継で行う。首相の給与は最低限の生活費以外カットし、日々の出費をGALAXで公開。全ての政策をスマホ投票による「だよね！」「ないね！」の二択のみで問う間接直接民主制となった。
この結果、年金受給額倍増、消費税2%にダウン、役所各手続は全てGALAXで対応、自動車税各種酒税減額、保育所・学童保育・介護事業・独居老人交流会などの施設に対して国の援助が決定し施設数職員数は倍増した上で費用は無料、離島医療対策に国の助成金増額し医師不足対策に海外からの医師も募る、天下り職員総解雇、職業訓練所の職種増、クラウズ廃止などの法案が決定していった。
しかしゲルサドラが未だに世界は一つにならないからと、スマホ投票に決定を委任する「サドラにおまかせ」の第3のボタンを追加する。
フキダシ様
ゲルサドラが可視化できるようにした、フキダシ状の形の人間の感情を色や形で表現したもの。ゲルサドラは特に呼称していないがマスコミなどでフキダシ様と呼ばれる。ゲルサドラが体内に取り込むことによりその感情を理解することができる。
フキダシ様を集める際に、両手の人差し指と中指を合わせるポーズをとるが、これが『ゲルサイン』と呼ばれ流行している。
ゲルサドラが吸いきれなくなって吐き出した一部は、他人のフキダシ様に入り込み、新たに『くうさま』を生み出した。
くうさま
声 - 久保ユリカ、三宅麻理恵
フキダシ様から生まれた、赤青白のサインポール調の色をしたぬいぐるみのようにみえるモノ。妊婦のようになったゲルサドラが吸い込み切れずに吐き出したフキダシ様が他人のフキダシ様の口に入り込むことでまず色が赤くなり、その口から生まれる。危害を加える様子は無く「みんなで1人になって安心しよう」と言いながら、抱擁しその人を優しく慰め、飲み会に参加したりと友好的に接し悩みを何でも聞いてくれ、際限なく甘やかす。
なぜか、Gメンバーをはじめとした人々の名前を知っている。ベルク・カッツェに対し、恐怖心を抱いているがカッツェ曰く「中身は自分と同じゲス野郎」。
ほどなく人々がくうさまに依存していく中、赤いフキダシさまではない依存しない人たちを排除しようとする空気が流れ始め、「ひとつにならないと困ったことになる」と依存しない人達を「ひとつになるため」に襲い飲み込んでいった。

## 制作スタッフ
※ 特記ない場合は第1期・第2期共通。
- 原作 - タツノコプロ企画室（第1期）→タツノコプロ（第2期）
- 監督 - 中村健治
- 助監督 - 柳屋圭宏・高橋知也・サトウユーゾー（第1期）→木村延景・鈴木清崇（第2期）
- チーフ演出（第2期） - 伊藤秀樹
- シリーズ構成 - 大野敏哉
- 設定構築 - 工藤孝雄（第1期）→ 和田理（第2期）
- キャラクター原案 - キナコ
- Gスーツデザイン - 中北晃二、安藤賢司
- キャラクターデザイン・総作画監督 - 高橋裕一
- ビジュアルエフェクトアニメーション・エフェクト作画監督（第2期） - 橋本敬史
- 美術監督 - 倉橋隆、保坂有美（第1期）
- 色彩設計 - 辻田邦夫（第1期）→永井留美子・河合真理子（第2期）
- CGI監督 - 森田修平・金本真（第1期）→須貝真也（第2期）
- 撮影監督 - 中村俊介（第1期）→浅黄康裕（第2期）
- 編集 - 西山茂
- 音楽 - 岩崎琢
- 音楽プロデューサー - 山田慎也（第1期）→千石一成・渡辺一博（第2期）
- 音響監督 - 長崎行男
- 統括 - 中谷敏夫（第2期）
- プロデューサー - 中谷敏夫・田村学・桐本篤・矢橋清志・森川愛（第1期）→稲毛弘之・桐本篤・森川愛・矢橋清志（第2期）
- アニメーションプロデューサー - 藤尾勉（第1期）→渋谷いずみ（第2期）
- アニメーション制作 - タツノコプロ
- 製作・著作
  - 第1期 - ガッチャマン クラウズ製作委員会（日テレ・vap・タツノコプロ）
  - 第2期 - ガッチャマン クラウズインサイト製作委員会（同上）

## 主題歌

### 第1期
オープニングテーマ「Crowds」
歌・作詞・作曲・編曲 - WHITE ASH

エンディングテーマ「INNOCENT NOTE」
作詞 - 渡辺なつみ / 作曲・編曲 - 新屋豊 / 歌 - 一ノ瀬はじめ（内田真礼）

挿入歌
「Gotchaman - In the name of Love」（第1話、他）
歌・作詞 - 岩崎工 / 作曲・編曲 - 岩崎琢
「Un beau léopard violet（麗しき紫の豹）」（第2話、他）
作詞 - かの香織 / 作曲・編曲 - 岩崎琢 / 歌 - 笠原由里
「Ziel der Hydra（ヒュドラの標的）」（第9話、他）
作詞 - かの香織 / 作曲・編曲 - 岩崎琢 / 歌 - 笠原由里

### 第2期
オープニングテーマ「insight」
歌 - WHITE ASH

エンディングテーマ「60億の翼」
作詞・作曲・編曲・歌 - ANGRY FROG REBIRTH

## 各話リスト
| 話数  | サブタイトル  | 脚本            | 絵コンテ                                                                | 演出                                                                           | 作画監督 | 総作画監督 |
| 第1期 | 第1期         | 第1期           | 第1期                                                                   | 第1期                                                                          | 第1期 | 第1期      |
| ----- | ------------- | --------------- | ----------------------------------------------------------------------- | ------------------------------------------------------------------------------ | --- | ---------- |
| #1    | Avant-garde   | 大野敏哉        | 柳屋圭宏                                                                | 柳屋圭宏                                                                       | 高橋裕一、朝井聖子、西谷泰史 高田晃、寺澤伸介、吉原達矢 山下清悟、川野達朗、森友宏樹 後藤圭佑、奥田佳子、川妻智美 | -          |
| #2    | Asymmetry     | 大野敏哉        | 和田高明                                                                | 和田高明                                                                       | 和田高明、今木宏明、嶋田和晃 ムラオミノル、奥田佳子、川妻智美                                                     | 高橋裕一   |
| #3    | Futurism      | 大西信介        | 工藤紘軌、伊藤秀樹 高橋知也、松尾慎                                     | 黒田晃一郎                                                                     | 谷口繁則、朝井聖子、川尻健太郎 今木宏明、ムラオミノル、嶋田和晃                                                   | 高橋裕一   |
| #4    | Kitsch        | 大野敏哉        | 黒沢守                                                                  | 榎本守、山下英美                                                               | しんぼたくろう、西谷泰史 川妻智美、奥田佳子                                                                       | 高橋裕一   |
| #5    | Collaboration | 大野敏哉        | 仁賀緑朗、高橋知也                                                      | 間島崇寛                                                                       | 江畑諒真、米澤優、ジミー・ストーン 朝井聖子、西谷泰史                                                             | 高橋裕一   |
| #6    | Originality   | 杉原研二        | 森太郎、黒瀬里美 高橋知也                                               | 西村博昭、藤本義孝                                                             | Eum ik hyun、Park myeong hun Seo jin won、Lee joung kyung Kim young il、Kim sung bum                              | 高橋裕一   |
| #7    | Abjection     | 大西信介        | 松尾慎、黒瀬里美                                                        | 松尾慎                                                                         | 今木宏明、ムラオミノル                                                                                            | 高橋裕一   |
| #8    | Genuine       | 杉原研二        | 伊藤秀樹、高橋知也 榎本守、松尾慎                                       | 榎本守、山下英美 伊藤史夫                                                      | 朝井聖子、西谷泰史、川妻智美 烏宏明、寺澤伸介                                                                     | 高橋裕一   |
| #9    | Forgery       | 大野敏哉        | 和田高明、伊藤秀樹                                                      | 黒田晃一郎                                                                     | 西谷泰史、谷口繁則、ムラオミノル 今木宏明、奥田佳子、川妻智美 和田高明                                            | 高橋裕一   |
| #10   | Crowds        | 大野敏哉        | 和田高明、伊藤秀樹 黒瀬里美                                             | 上野史博、浅利藤彰 岡田堅二朗、佐々木純人                                      | 梶浦紳一郎、小林ゆかり、村上勉 朝井聖子、西谷泰史、奥田佳子 今木宏明、ムラオミノル、嶋田和晃 林可奈子、横田守     | 高橋裕一   |
| #11   | Gamification  | 大野敏哉        | 高橋知也、和田高明 伊藤秀樹、黒瀬里美                                   | 高橋知也、山下英美 吉村愛、関田修                                              | 奥田佳子、伊藤秀樹、西谷泰史 川妻智美、今木宏明、ムラオミノル 林佳奈子                                            | 高橋裕一   |
| #12   | Collage       | 大野敏哉        | 高橋和也、榎本守 阿部記之、和田高明 伊藤秀樹、中村健治                  | 高橋和也、寺澤伸介 吉村愛、山下英美 関田修、榎本守 柳屋圭宏、和田高明 伊藤秀樹 | 奥田佳子、西谷泰史、朝井聖子 今木宏明、ムラオミノル、嶋田和晃 川妻智美、林佳奈子、和田高明 伊藤秀樹               | 高橋裕一   |
| #12DC | Embrace       | 大野敏哉        | 和田高明、伊藤秀樹 榎本守、阿部記之 中村健治                            | 和田高明、伊藤秀樹 榎本守、柳屋圭宏 中村健治                                   | 今木宏明、ムラオミノル、嶋田和晃 朝井聖子、西谷泰史、奥田佳子 林佳奈子、川妻智美、和田高明 伊藤秀樹               | 高橋裕一   |
| 第2期 |               |                 |                                                                         |                                                                                | |            |
| #00   | inbound       | 大野敏哉        | サトウユーゾー、伊藤秀樹 鈴木清崇                                       | サトウユーゾー                                                                 | 高橋裕一 | -          |
| #01   | contact point | 大野敏哉        | 木村延景、伊藤秀樹 和田高明、鈴木清崇 小林寛、中村健治                  | 木村延景、サトウユーゾー                                                       | 高橋裕一、杉本里菜、工原しげき                                                                                    | -          |
| #02   | penetration   | 木戸雄一郎      | 伊藤良太                                                                | 伊藤良太                                                                       | 原田峰文、服部益実、阿部千秋 桝井一平                                                                             | -          |
| #03   | launch        | 熊谷純          | 鈴木清嵩、渡邉葉                                                        | 松山正彦、鈴木清嵩                                                             | 工原しげき、清水勇司、中野ゆうき                                                                                  | -          |
| #04   | 2:6:2         | 杉原研二        | 和田高明                                                                | 神保洋介                                                                       | 谷口繁則、高瀬さやか、和田高明                                                                                    | -          |
| #05   | halo effect   | 熊谷純          | 工藤進                                                                  | 安部元宏                                                                       | 有我洋美、山崎敦子、桝井一平 鈴木伸一、服部真澄、阿部千秋 J-cube                                                  | -          |
| #06   | engagement    | 木戸雄一郎      | 伊藤秀樹、柳屋圭宏 木村延景                                             | サトウユーゾー                                                                 | 後藤圭佑、中野ゆうき、杉本里菜 中武学、伊藤良太                                                                   | -          |
| #07   | outbound      | 大野敏哉        | 柊陽菜、木村延景 鈴木清崇、伊藤秀樹                                     | 榎本守、いとがしんたろー                                                       | 田辺謙司、五十内裕輔、渡辺奈月                                                                                    | -          |
| #08   | cluster       | 大野敏哉        | 鈴木清崇、宍戸別人 木村延景、伊藤秀樹                                   | 神保洋介、佐々木純人                                                           | 伊藤秀樹、清水勇司、今岡律之 中野ゆうき、杉本里菜、和田高明                                                       | -          |
| #09   | opt-out       | 杉原研二 熊谷純 | 佐山聖子                                                                | 村山靖                                                                         | 鈴木伸一、J-cube                                                                                                  | -          |
| #10   | seeds         | 熊谷純 大野敏哉 | 中村健治、木村延景 伊藤秀樹、伊藤良太                                   | 小野田雄亮                                                                     | 平良哲朗 | -          |
| #11   | trade-off     | 大野敏哉        | 中村健治、和田高明 工藤進、伊藤秀樹 宍戸別人、木村延景 伊藤良太         | サトウユーゾー、榎本守                                                         | 有我洋美、鈴木伸一 J-cube                                                                                         | -          |
| #12   | insight       | 大野敏哉        | 木村延景、工藤進 伊藤良太、宍戸別人 伊藤秀樹、和田高明 渡邉葉、中村健治 | 中村健治、木村延景 伊藤良太、渡邉葉                                            | 高橋裕一、伊藤秀樹、和田高明 後藤圭佑、中野ゆうき、杉本里菜 清水勇司                                              | -          |

## 放送局
第1期
| 放送期間                | 放送時間                     | 放送局       | 対象地域   | 備考                 |
| ----------------------- | ---------------------------- | ------------ | ---------- | -------------------- |
| 2013年7月13日 - 9月28日 | 土曜 1:58 - 2:28（金曜深夜） | 日本テレビ   | 関東広域圏 | 製作委員会参加       |
| 2013年9月7日 - 11月23日 | 土曜 1:30 - 2:00（金曜深夜） | 日テレプラス | 日本全域   | CS放送、リピートあり |

| 配信期間                | 配信時間                     | 配信サイト         | 備考         |
| ----------------------- | ---------------------------- | ------------------ | ------------ |
| 2013年7月13日 - 9月28日 | 日テレと同時配信             | 日テレオンデマンド |              |
| 2013年7月26日 - 10月2日 | 木曜 0:00 - 0:30（水曜深夜） | バンダイチャンネル |              |
| -                       | -                            | hulu               | 現在も配信中 |

第2期（インサイト）
| 放送期間        | 放送時間                     | 放送局         | 対象地域   | 備考                        |
| --------------- | ---------------------------- | -------------- | ---------- | --------------------------- |
| 2015年7月5日 -  | 日曜 1:55 - 2:25（土曜深夜） | 日本テレビ     | 関東広域圏 | 製作委員会参加              |
| 2015年7月15日 - | 水曜 2:30 - 3:00（火曜深夜） | BS日テレ       | 日本全域   | 第1期は未放送               |
| 2015年8月8日 -  | 土曜 1:30 - 2:00（金曜深夜） | 日テレプラス   | 日本全域   | CS放送、リピートあり        |
| 2015年8月9日 -  | 日曜 2:10 - 2:40（土曜深夜） | 福島中央テレビ | 福島県     | 第1期は未放送               |
| 2015年9月4日 -  | 金曜 1:59 - 2:29（木曜深夜） | テレビ新潟     | 新潟県     | 第2期の舞台 / 第1期は未放送 |

| 配信期間                | 配信時間                     | 配信サイト         | 備考                                                                |
| ----------------------- | ---------------------------- | ------------------ | ------------------------------------------------------------------- |
| 2015年7月5日 - 9月27日  | 日曜 0:00（土曜深夜）更新    | hulu               | 月額有料会員は全話見放題 #0「inbound」を2015年6月20日より独占配信中 |
|                         |                              | 日テレオンデマンド | プレミアム見逃しパック加入者は全話見放題                            |
|                         | 日曜 12:00 更新              | ニコニコチャンネル | 第1話無料、第2話以降有料                                            |
| 2015年7月6日 - 9月28日  | 月曜 0:30 - 1:00（日曜深夜） | ニコニコ生放送     |                                                                     |
|                         | 月曜 12:00 更新              | バンダイチャンネル | 第1話無料、第2話以降有料 月額有料会員は全話見放題                   |
|                         |                              | dTV                | 月額有料会員は全話見放題                                            |
|                         |                              | dアニメストア      | 月額有料会員は全話見放題                                            |
| 2015年7月13日 - 10月5日 | 月曜 12:00 更新              | GYAO!              | 有料                                                                |

※ この他、下記のサービスブランドで配信（順不同）。
Rakuten SHOWTIME / ひかりTV / HAPPY！動画／HAPPY！動画アニメ / ベストヒットハリウッド＋/ベストヒット動画 / ビデオマーケット / Google Play / テレビドガッチ / auアニメパス・auビデオパス / U-NEXT / アニメ放題 / J:COMオンデマンド / DMM.com / TSUTAYA TV

## 関連商品

### Blu-ray / DVD
第1期は2014年1月22日にBOX仕様で発売。規格品番はVPXY-719（Blu-ray）、VPBY-10935（DVD）。
2015年5月27日に第1期全話を1枚のBDでまとめた『GATCHAMAN CROWDS SPECIAL PRICE EDITION』発売。

### CD
| 発売日        | タイトル                                                   | 規格品番   |
| ------------- | ---------------------------------------------------------- | ---------- |
| 2013年8月28日 | ガッチャマン クラウズ オリジナル・サウンドトラック         | VPCG-84945 |
| 2014年1月22日 | ガッチャマン クラウズ オリジナル・サウンドトラック -GALAX- | VPCG-84962 |

### 小説
『ガッチャマン クラウズ ノベライゼーション SUGANE NOTE 2015-2016』
著者：大野敏哉 / 絵：キナコ / 原作：タツノコプロ
一迅社より2014年2月1日発売。橘清音の日記形式で第1期の事件を振り返る内容。

## Webラジオ
『浪川大輔・宮野真守の「GATCHAMAN CROWDS RADIO」』のタイトルで2013年7月4日より文化放送超!A&G+にて毎週木曜18:30 - 19:00にストリーミング配信、また7月5日よりHiBiKi Radio Stationおよび音泉にてアーカイブ配信。パーソナリティは枇々木丈役の浪川大輔とベルク・カッツエ役の宮野真守。9月27日#13更新で最終回を迎えた。
ゲスト
- 第6回：逢坂良太（橘清音 役）
- 第8回：岩崎琢（作曲家）
- 第12回：内田真礼（一ノ瀬はじめ 役）

『ガッチャマンクラウズRadio〜インサイト〜』のタイトルで2015年7月12日より文化放送超!A&G+にて毎週日曜24:30 - 25:00にストリーミング配信、また7月13日よりHiBiKi Radio Stationおよび音泉にてアーカイブ配信。パーソナリティはアニメ出演声優による交代制。10月4日#13更新で最終回を迎えた。
パーソナリティ
- 第1回 - 第3回、第12回 - 第13回：浪川大輔、宮野真守
- 第4回 - 第5回：村瀬歩（爾乃美家累 役）、梅原裕一郎（鈴木理詰夢 役）
- 第6回 - 第7回：浪川大輔、宮野真守
- 第8回 - 第9回：村瀬歩、杉田智和（ゲルサドラ 役）
- 第10回 - 第11回：梅原裕一郎、杉田智和